# Ammospiza leconteii
El chingolo de Le Conte o gorrión sabanero de Le Conte (Ammospiza leconteii ) es una especie de ave paseriforme de la familia Passerellidae propia de Norteamérica. Es un pájaro migratorio que se distribuye por Canadá y los Estados Unidos.
Es un pequeño gorrión cuyas partes dorsales son de color pardo oscuro y claro; el pecho es pardo claro y el vientre es blanco, con finas rayas en los costados. La cabeza es grande y plana, con una corona oscura dividida en el centro por una raya clara. La cara es color naranja con un parche gris en cada mejilla. El pico es relativamente grande, oscuro, y la cola es corta.
Su hábitat en época reproductiva son áreas de pastos en Canadá (desde el centro del país hasta la provincia de Quebec) y en el norte-centro de los Estados Unidos. El nido es una taza abierta construida entre pasto seco o bien directamente sobre el suelo.
Estas aves migran en invierno hacia el sureste de los Estados Unidos.
Se alimentan buscando alimento en el suelo, principalmente de insectos y semillas.
El macho canta desde un lugar relativamente oculto. El canto es un agudo tik seguido de un siseo similar al del gorrión de Nelson (A. caudacutus nelsoni).
John James Audubon nombró a la especie en honor de un amigo, el doctor LeConte. Generalmente se asume que fue el naturalista estadounidense John Lawrence LeConte (1825-1883), aunque también podría tratarse del científico John LeConte (1818-1891), también doctor, y primo de John Lawrence.